# Lissachatina
Lissachatina — род сухопутных брюхоногих моллюсков из подкласса лёгочных улиток подсемейства Achatininae семейства Achatinidae.
Молекулярные данные ясно показывают, что Lissachatina являются монофилетической группой, отдельной от рода Achatina, и Fontanilla заявил, что нет никаких оснований по-прежнему считать Lissachatina подродом Achatina и что его следует рассматривать как самостоятельный род.

## Виды
- Lissachatina albopicta (E. A. Smith, 1878)
- Lissachatina allisa (L. Reeve, 1849)
- Lissachatina bloyeti (Bourguignat, 1890)
- Lissachatina capelloi (Furtado, 1886)
- Lissachatina eleanorae (Mead, 1995)
- Lissachatina fulica (Bowdich, 1822)
- Lissachatina glaucina (E. A. Smith, 1899)
- Lissachatina glutinosa (L. Pfeiffer, 1854)
- Lissachatina immaculata (Lamarck, 1822)
- Lissachatina johnstoni (E. A. Smith, 1899)
- Lissachatina kilimae (Dautzenberg, 1908)
- Lissachatina lactea (L. Reeve, 1842)
- Lissachatina loveridgei (Clench & Archer, 1930)
- Lissachatina reticulata (L. Pfeiffer, 1845)
- Lissachatina zanzibarica (Bourguignat, 1879)